# Cystopteridaceae
Le Cistopteridacee (Cystopteridaceae Schmakov, 2001) sono una famiglia di felci appartenente all'ordine Polypodiales.

## Tassonomia
Comprende i seguenti generi:
- Acystopteris Nakai, 1933
- Cystopteris Bernh. 1805
- Gymnocarpium Newman, 1851